# والتر هیبر
والتر هیبر (آلمانی: Walter Hieber؛ ۱۸ دسامبر ۱۸۹۵ – ۲۹ نوامبر ۱۹۷۶) یک شیمی‌دان اهل آلمان بود.